# Prosopocera gigantea
Prosopocera gigantea là một loài bọ cánh cứng trong họ Cerambycidae.